# Mas Agustí (Palamós)
El Mas Agustí és una masia declarada bé cultural d'interès nacional al municipi de Palamós (Baix Empordà). És dins del "Camping King", prop del camí de Mas Juny. La masia ha estat molt reformada i s'hi ha afegit elements d'altres construccions. Malgrat tot, conserva un curiós arc de ferradura, fet amb pedra de pissarra, encastat en el mur i que pren l'alçada dels dos pisos. La torre, adossada a l'edifici, es troba en molt bon estat. És de planta circular i consta de tres plantes i terrat. La divisió es fa per mitjà de voltes esfèriques rebaixades de pedra i conserven les trapes. A la cara de ponent, a nivell de terrat, hi ha un matacà, sostingut per dues mènsules i una llinda. Als dos darrers pisos hi ha espitlleres amb marc de pedra, i dues finestres amb espitllera d'arma de foc sota l'ampit. També hi ha una finestra d'arc de mig punt de construcció posterior amb lleuger atalussament a la base. La torre, en un principi, estava isolada, ja que el matacà que protegeix la porta d'entrada avui dona sobre la casa.